# Maha Yazawin Thit
Maha Yazawin Thit (birm. မဟာ ရာဇဝင် သစ် /məhà jàzəwɪ̀ɴ ðɪʔ/; pol. Nowa Wielka Kronika; znana też jako Myanmar Yazawin Thit lub Yazawin Thit) – birmańska kronika narodowa.
Ukończona w roku 1798, była pierwszą podjętą przez dwór Konbaung próbą aktualizacji i sprawdzenia dokładności Maha Yazawin, standardowej kroniki poprzedniej dynastii Taungngu. Jej autor, Twinthin Taikwun Maha Sithu, wykorzystał kilka istniejących źródeł pisanych i ponad 600 inskrypcji na kamieniach zebranych z całego królestwa w latach 1783–1793. Jest to pierwsza w Azji Południowo-Wschodniej praca historyczna stworzona z wykorzystaniem źródeł epigraficznych.
Kronika uwzględnia nowe wydarzenia, jakie miały miejsce do roku 1785 i zawiera kilka poprawek oraz krytycznych uwag w stosunku do wcześniejszych kronik. Jednak odbiór tej kroniki nie był dobry i ostatecznie została ona odrzucona przez króla i dwór, gdyż krytykę dawniejszych kronik uznano za zbyt surową. Stała się ona odtąd znana jako A-pe-gan Yazawin (အပယ်ခံ ရာဇဝင်, „Wyrzucona Kronika”).
Mimo to, gdy w roku 1832 opublikowano Hmannan Yazawin, pierwszą zaakceptowaną oficjalnie kronikę dynastii Konbaung, uwzględniała ona wiele spośród poprawek zawartych w Yazawin Thit, w tym zwłaszcza dotyczących dat panowania królów z okresu Paganu. Współczesna nauka dostrzega nowatorskie wykorzystanie przez tę kronikę epigrafiki, a jej krytyczne podejście nie jest uważane za nazbyt surowe. Twierdzi się raczej, że dla zrównoważenia tego krytycyzmu i dokonanych poprawek, kronika zachowuje w większości tradycyjne narracje oraz, „że jak wszędzie indziej na świecie, napisana została z intencją dydaktyczną”.
Pozostaje ona dzisiaj jedną z mniej znanych kronik.

## Nazwa
Kronika jest czasem wspominana jako Myanma Yazawin Thit (pol. Nowa Kronika Mjanmy). Jednak jak pisze Thaw Kaung, były Główny Bibliotekarz Centralnej Biblioteki Uniwersyteckiej w Rangunie, rzeczywista jej nazwa znajdująca się w dwóch istniejących oryginalnych rękopisach przechowywanych w tej bibliotece brzmi Maha Yazawin Thit, a słowo „Myanmar” zostało dodane do tytułu w roku 1968 przez wydawcę ówczesnej edycji. Thaw Kaung dodaje, że wydanie z roku 1968 została przyjęte przez międzynarodowe środowisko naukowe, które od tej pory zaczęło używać nazwy Myanma Yazawin Thit. Nazwa Myanma Yazawin Thit używana jest nadal w pracach angielskojęzycznych.

## Okoliczności powstania
Początki prac nad Kroniką łączą się z pozornie nie związanym z nią królewskim projektem. 24 lipca 1783 r. król Bodawpaya wydał dekret nakazujący (1) zebranie inskrypcji umieszczonych na kamieniach ze wszystkich ważnych klasztorów i pagód całego królestwie, (2) zbadanie ich w celu rozdzielenia ziemi należącej do klasztorów od gruntów objętych podatkami, oraz (3) w razie potrzeby dokonanie przeróbek inskrypcji. Wysiłkiem realizacji tego zarządzenia obarczył on Twinthin Taikwun Maha Sithu, swego dawnego nauczyciela i ministra spraw wewnętrznych, oraz Thetpan Atwinwun Yaza Bala Kyawhtina, innego ważnego ministra. Obydwaj ministrowie przenieśli do stołecznej Amayabuyi setki inskrypcji i rozpoczęli ich badanie.
Chociaż celem projektu było zweryfikowanie roszczeń związanych ze zwolnioną z podatków własnością religijną, Twinthin, „wykształcony w wielu dziedzinach erudyta”, szybko dostrzegł rozbieżności między datami podawanymi przez Maha Yazawin, podstawową kronikę królestwa, a tymi zawartymi we współczesnych opisywanym zdarzeniom inskrypcjach, które badał. (Twinthin został już w 1770 r. autorem biograficznej kroniki króla Alaungpayi.) O swych początkowych odkryciach poinformował on króla. Król, który interesował się historią i pragnął uaktualnienia Maha Yazawin, zlecił „napisanie nowej kroniki królestwa, która byłaby bardziej zgodna z treścią kamiennych inskrypcji”. Wykonanie tego zadania zlecił on Twinthinowi.

## Układ kroniki i jej treść
Twinthin, który mógł zacząć pisanie kroniki już w roku 1782, wyprzedzając projekt zbierania inskrypcji, wziął się za jej tworzenie na serio po zakończeniu prac nad gromadzeniem kamieni w roku 1793. W swojej pracy odwoływał się do kilku istniejących kronik, inskrypcji oraz poematów eigyin i mawgun. Nowa kronika została ukończona w roku 1798 i wydana w 15 tomach (fascykułach papieru parabaik). Opis wydarzeń został doprowadzony do roku 1785.
Maha Yazawin Thit jest doceniana ze względu na swój nowoczesny układ i krytyczne podejście do wcześniejszych kronik. Jej treść została ułożona zgodnie z podziałem na dynastie i okresy, podczas gdy układ wszystkich innych kronik birmańskich (z wyjątkiem Zatadawbon Yazawin) ściśle odpowiada liniowemu porządkowi kolejnych królów. (Jednakże Zata jest w pierwszym rzędzie listą dat panowania i horoskopów, a nie pełnowartościową kroniką, jak Yazawin Thit). Wybrany przez Twinthina sposób organizacji treści wokół linii dynastycznych był godnym uwagi odejściem od obowiązującej wcześniej praktyki. Wszyscy historycy należący do tradycji buddyzmu Therawady (birmańscy, syngalescy i tajscy) traktowali swoich królów jako cakkavatti – monarchów uniwersalnych, a nie królów stojących na czele grup „narodowych”.
Chociaż układ kroniki jest odmienny, jej treść podąża wiernie za narracjami kronik wcześniejszych. Zawiera ona jednak sporo poprawek (co najbardziej istotne, dotyczących także dat panowania najwcześniejszych królów) i uwag krytycznych pod adresem wcześniejszych prac, a zwłaszcza wobec Maha Yazawin. Twinthin wskazał niemało niekonsekwencji oraz błędów wcześniejszych kronikarzy i bez skrupułów poprawiał informacje zawarte w ich pracach.

## Odrzucenie kroniki
Krytyka zawarta w pracy Twinthina została odebrana przez dwór jako krytycyzm wobec przodków, a więc jako postawa bardzo źle postrzegana w kulturze birmańskiej. Chociaż król osobiście zlecił napisanie kroniki, nie zaakceptował on jej, gdy została mu zaprezentowana przez dawnego wychowawcę. Kronika zaczęła być postrzegana jako „antyteza” „tez” zawartych w Maha Yazawin i stała się znana jako A-pe-gan Yazawin (birm. အပယ်ခံ ရာဇဝင်, „Wyrzucona Kronika”).
Współczesna nauka nie postrzega poglądów Twinthina jako szczególnie surowych. Pe Maung Tin zauważa, że „przy całym swoim krytycyzmie Yazawin Thit w całości podąża za Wielką Kroniką” (Maha Yazawin). Mimo całej swojej akademickiej żarliwości, autor „współdzielił z wcześniejszymi pisarzami cel, jakim była legitimizacja dynastii” oraz „jeśli chodzi o treść, miał podobne priorytety” jak wcześniejsi kronikarze.

## Znaczenie
„Maha Yazawin Thit” jest pierwszą znaną pracą historyczną w Azji Południowo-Wschodniej, która korzysta ze źródeł epigraficznych. Według (Woolf 2011) oznacza to, że południowoazjatyccy historycy korzystali z epigrafiki dla znalezienia źródeł i weryfikacji swoich informacji mniej więcej w tym samym czasie, gdy praktyka ta zaczęła być po raz pierwszy stosowana w Europie, nawet jeśli metodyka użyta przez Twinthina mogła „nie wyewoluować w formalną metodę”. „Nie powinniśmy przeceniać ‘naukowego’ charakteru tych prac, ponieważ większość birmańskiej historiografii powstawała – jak wszędzie na świecie – z intencją dydaktyczną” kontynuuje Woolf”.
Wykorzystując epigrafikę Twinthin poprawił daty panowania najwcześniejszych birmańskich królów. Hmannan, oficjalna kronika dworu Konbaung, zachowa później niemal wszystkie poprawki Twinthina. Poniższa tabela przedstawia porównanie dat panowania królów z dynastii Paganu. Daty zawarte w Hmannan są w większości takie same, jak w Yazawin Thit.
| Władca                                             | Lata panowania według Zatadawbon Yazawin | Lata panowania według Maha Yazawin | Lata panowania według Maha Yazawin Thit | Lata panowania według Hmannan Yazawin | Lata panowania według współczesnej nauki |
| -------------------------------------------------- | ---------------------------------------- | ---------------------------------- | --------------------------------------- | ------------------------------------- | ---------------------------------------- |
| Pyinbya                                            | 846–876                                  | 846–858                            | 846–878                                 | 846–878                               |                                          |
| Tannet                                             | 876–904                                  | 858–876                            | 878–906                                 | 878–906                               |                                          |
| Sale Ngahkwe                                       | 904–934                                  | 876–901                            | 906–915                                 | 906–915                               |                                          |
| Theinhko                                           | 934–956                                  | 901–917                            | 915–931                                 | 915–931                               |                                          |
| Nyaung-u Sawrahan                                  | 956–1001                                 | 917–950                            | 931–964                                 | 931–964                               |                                          |
| Kunhsaw Kyaunghpyu                                 | 1001–1021                                | 950–971                            | 964–986                                 | 964–986                               |                                          |
| Kyiso                                              | 1021–1038                                | 971–977                            | 986–992                                 | 986–992                               |                                          |
| Sokkate                                            | 1038–1044                                | 977–1002                           | 992–1017                                | 992–1017                              |                                          |
| Anawrahta                                          | 1044–1077                                | 1002–1035                          | 1017–1059                               | 1017–1059                             | 1044–1077                                |
| Sawlu                                              | 1077–1084                                | 1035–1061                          | 1059–1066                               | 1059–1066                             | 1077–1084                                |
| Kyanzittha                                         | 1084–1111                                | 1063–1088.                         | 1064–1093                               | 1064–1092                             | 1084–1112/1113                           |
| Sithu I                                            | 1111–1167                                | 1088–1158                          | 1093–1168                               | 1092–1167                             | 1112/1113–1167                           |
| Narathu                                            | 1167–1170                                | 1158–1161                          | 1168–1171                               | 1167–1171                             | 1167–1170                                |
| Naratheinkha                                       | 1170–1173                                | 1161–1164                          | 1171–1174                               | 1171–1174                             | 1170–1174                                |
| Sithu II                                           | 1173–1210                                | 1164–1197                          | 1174–1211                               | 1174–1211                             | 1174–1211                                |
| Htilominlo                                         | 1210–1234                                | 1197–1219                          | 1211–1234                               | 1211–1234                             | 1211–1235                                |
| Kyaswa                                             | 1234–1249                                | 1219–1234                          | 1234–1250                               | 1234–1250                             | 1235–1249                                |
| Uzana                                              | 1249–1254                                | 1234–1240                          | 1250–1255                               | 1250–1255                             | 1249–1256                                |
| Narathihapate                                      | 1254–1287                                | 1240–1284                          | 1255–1286                               | 1255–1286                             | 1256–1287                                |
| Kyawswa Wasal Imperium chińsko-mongolskiego (1297) | 1287–1300                                | 1286–1300.                         | 1286–1298                               | 1286–1298                             | 1289–1297                                |
| Sawhnit Wasal Myingsaing/Pinya                     | 1300–1331                                | 1300–1322                          | 1298–1330                               | 1298–1325                             | ?                                        |
| Uzana II Wasal Pinya i Ava                         | 1331–1368                                | 1322–1365                          | 1330–1368                               | 1325–1368                             | ?                                        |

## Obecny status kroniki
Pomimo wszystkich swoich przełomowych innowacji, „Maha Yazawin Thit” pozostaje dzisiaj jedną „mniej znanych” kronik. Co więcej, odnaleziono i opublikowano jedynie pierwszych 13 spośród jej wszystkich 15 ksiąg. (Centralna Biblioteka Uniwersytecka Mjanmy jest w posiadaniu fragmentów dwóch oryginalnych rękopisów kroniki. Spośród oryginalnych 15 ksiąg zachowało się jedynie pierwszych 13 obejmujących okres do roku 1754. Uważa się, że księga 14. jest tożsama z pracą Twinthina z roku 1770 Alaungpaya Ayedawbon, biograficzną kroniką króla Alaungpayi sięgającą roku 1760. Oznacza to, że ostatnia księga, obejmująca lata 1760–1785, nie została jeszcze odkryta. Księga ta istnieje, gdyż była cytowana przez późniejszych autorów z okresu dynastii Konbaung.)